# クァエストル
クァエストル (quaestor) は、共和政ローマの政務官職の一つであり、執政官の下僚。裁判を担当する者と、国家財政の監督、国庫の管理を職務とする者とがいたが、特に注意がない場合は財政担当の方を指す。日本語では財務官、会計検査官などと訳される。表記ゆれでクアエストル、クワエストルなど。

## 概要
モムゼンによると、クァエストルは当初執政官の補佐として働くものであった。刑事裁判では執政官本人が裁く事は基本的にはなく、常に彼が指名する代理人、非常任の叛逆罪審理二人官 (duoviri perduellionis) と、二人の常任の殺親罪査問官 (quaestores parricidii) を通してその判決権を行使したという。これらの職は王政期由来であろうとし、後者は執政官の退任と共に辞任したため、常任制で同僚制、一年任期であり、恐らく後の下級官僚制度の出発点であろうともしている。 そして、執政官の担当する国庫と公文書の管理の仕事に関しても、執政官の補佐役として、まさに副官となるクァエストルが極めて早い時期につけられたと推測している。
紀元前421年になると、都市でのみ職務を遂行していたクァエストルに加えて、戦争でも執政官を補佐するクァエストルを二名増員する事が提案され、混乱の末翌年には執政武官と同じくパトリキ、プレブス双方から4人選出するよう定められ、毎年4人のクァエストルが民会（トリブス民会、のちにケントゥリア民会）で選出された。しかし、プレブスからクァエストルが出るのは紀元前409年まで待たねばならない。
クァエストルは、インペリウム保持者の下僚として対外戦争の大規模化・長期化や領土拡大とそれに伴う国家機構の改革を契機として何度か増員されている。イタリア半島の統一を目前にした紀元前267年には10人に増員された。彼らの職務範囲も広げられ、ローマなどの特定の都市の担当、属州総督や政務官の下に配置される者、また軍や軍事行動の財政を担当する者などに分けられた。各属州には総督の下に1名ずつ配属されたが、重要な属州であるシチリアの場合のみ東と西で計2名配属された。
紀元前81年に元老院の権限の強化を目的としたスッラの改革の一環として、クァエストルに就任できる者の年齢制限が設けられ、パトリキは28歳以上、プレブスは30歳以上し、また人数も20人に増やされた。クァエストルに選出された者は自動的に元老院議員となることも規定されたとされるが、古代史料に明記されていない事からスッラ以前に定められていた可能性も指摘されている。元老院議員が担当する公職のランクとしては最下位という位置付けであった。

## 由来
タキトゥスによれば、クァエストルは王政時代にあった職をブルトゥスが復活させ、王の保持していた任命権はコンスルが受け継いだとし、タルクィニウス・スペルブスの追放から63年後に最初のクァエストル、マメルクス・アエミリウス・マメルキヌスとウァレリウス・ポティトゥス (恐らくルキウス・ウァレリウス・ポティトゥス)が選ばれたという。当初は2名であったがローマの拡大と共に2名追加され、更に2倍され、スッラによって20名にまで拡大されたとしている。
一方プルタルコスによれば、初代補充執政官であるプブリウス・ウァレリウス・プブリコラがウァレリウス法で、サトゥルヌス神殿を国庫とし、その管理のために二人のクァエストルを民衆が選出するよう定めたという。